# Mercats de bolets dels Països Catalans
Els bolets a l'engròs apareixen als diferents mercats de bolets especialitzats dels Països Catalans segons quin sigui el moment de més abundor.
Els mercats de tòfones, els únics on mai no es veuen els bolets sinó que s'hi solen fer transaccions "de paraula", només es fan a l'època en què, segons la llei, es poden recol·lectar.
En alguns pobles, la recol·lecció dels bolets, des d'un punt de vista econòmic, té, per a les persones que s'hi dediquen, tant de pes com la de qualsevol altra collita convencional. Així, a la tardor apareixen també aquests petits mercats, de vegades a peu de carretera, on es veuen bolets de moltes menes i que venen al detall els bolets que, de vegades, hom no ha tingut la sort de trobar.

## Mercats de bolets més coneguts als Països Catalans
| Localitat                        | Època         | Dia de la setmana                    | Mena de bolet                     |
| -------------------------------- | ------------- | ------------------------------------ | --------------------------------- |
| La Seu d'Urgell (Alt Urgell)     | Tardor        | Dimarts i divendres                  | Rovelló i pinetell                |
| Solsona (Solsonès)               | Tardor        | Dimarts i divendres                  | Rovelló, pinetell i llenega negra |
| Solsona (Solsonès)               | Desembre-març | Divendres                            | Tòfona                            |
| Olot (Garrotxa)                  | Primavera     | Dilluns                              | Rabassola                         |
| Olot (Garrotxa)                  | Tardor        | Dilluns                              | Rovelló i pinetell                |
| Vic (Osona)                      | Desembre-març | Dissabte                             | Tòfona                            |
| Vic (Osona)                      | Tardor        | Dissabte                             | Rovelló, pinetell i llenega negra |
| Montmajor (Berguedà)             | Tardor        | Dimecres                             | Rovelló, pinetell i llenega negra |
| Montmajor (Berguedà)             | Desembre-març | Dimecres                             | Tòfona                            |
| Granollers (Vallès Oriental)     | Tardor        | Dijous                               | Rovelló, pinetell i rossinyol     |
| Organyà (Alt Urgell)             | Desembre-març | Diumenge                             | Tòfona                            |
| Organyà (Alt Urgell)             | Tardor        | Diumenge                             | Rovelló                           |
| Figueres (Alt Empordà)           | Tardor        | Dijous                               | Rovelló, pinetell i rossinyol     |
| Berga (Berguedà)                 | Tardor        | Tota la setmana                      | Rovelló i llenega negra           |
| Guardiola de Berguedà (Berguedà) | Tardor        | Dissabte i diumenge                  | Rovelló, pinetell i llenega negra |
| Puigcerdà (Cerdanya)             | Tardor        | Diumenge                             | Rovelló                           |
| Mancor de la Vall (Mallorca)     | Novembre      | Quart o darrer cap de setmana        | Esclata-sang                      |
| Arinsal (Andorra)                | Setembre      | Segon divendres, dissabte i diumenge | Bolets diversos                   |